# Hezbollah afghan
Le Hezbollah Afghanistan est un parti politique islamiste chiite afghan et un groupe militant en Afghanistan. Fondé à l'origine en 1980 en tant que groupe rebelle et faisant partie des Huit de Téhéran, il a combattu avec le soutien de l'Iran pendant la guerre soviéto-afghane. En 2005, il est devenu un parti légal, et dans les années 2010 il a développé des liens étroits avec la Division des Fatimides, la Liwa Zainebiyoun et les milices paramilitaires organisées par l'Iran. Après l'offensive talibane de 2021 qui a renversé la République islamique d'Afghanistan, la remplaçant par un émirat islamique, le chef du Hezbollah afghan Ahmad Ali a déclaré que son parti ne s'opposait pas aux talibans.

## Histoire
Au cours de la révolution iranienne de 1978-1979, divers groupes de base radicaux ont émergé dans les universités iraniennes. L'un d'eux, le Hezb'ollahi, était caractérisé comme un mouvement fondamentaliste religieux d'extrême droite qui accordait à Rouhollah Khomeini « une obéissance inconditionnelle ». À la suite de la révolution iranienne, l'Iran a commencé à établir plusieurs groupes associés au nom « Hezbollah » en Afghanistan. Le pays a financé et armé divers groupes d'insurgés, tant chiites que sunnites, alors qu'ils combattaient pendant la guerre soviéto-afghane.
Le premier groupe afghan officiellement connu sous le nom de « Parti d'Allah » (Hezbollah ou Hezbe Allah) a été fondé en 1980, 2 ans avant le Hezbollah libanais plus connu. Ce Hezbollah afghan était dirigé par Qari Ahmad Ali, un religieux qui espérait devenir le « chef spirituel des chiites d'Afghanistan ». Le parti avait son siège à Mashhad, avec des branches du parti basées dans les villes iraniennes de Téhéran, Nishapur, Zabol, Zahedan et Geyebad. Sa branche armée aurait déployé 4 000 militants qui se sont battus contre le République démocratique d'Afghanistan (RDA) dans les provinces de Herat, Farah, Nimruz, Ghor, Bamyan, Uruzgan et Kandahar. Le Hezbollah afghan aurait été connu pour sa « brutalité envers les partisans » de la RDA. Selon le chercheur Phillip Smyth, le Hezbollah Afghanistan « s'est incorporé » à la Liwa Fatemiyoun, un groupe paramilitaire chiite afghan déployé par l'Iran, à un moment donné avant 2014. Smyth a noté que les deux groupes avaient un chevauchement considérable dans l'idéologie et les membres. Au cours des années suivantes, certaines sources telles que le chercheur Oved Lobel ont continué à considérer Liwa Fatemiyoun et le Hezbollah Afghanistan comme des organisations distinctes, quoique étroitement liées,. Alors que la Liwa Fatemiyoun combattait dans la guerre civile syrienne, le Hezbollah Afghanistan aurait forgé des « liens obscurs » avec le Hezbollah libanais.
Le groupe a été enregistré pour la première fois en tant que parti légal sous le nom de « Hezbollah Afghanistan » dans la République islamique d'Afghanistan en 2005, et est resté une force largement marginale dans la politique afghane.
Après que l'offensive des talibans de 2021 a renversé la République islamique d'Afghanistan, la remplaçant par un émirat islamique, le chef du Hezbollah afghan, Ahmad Ali, a déclaré que son parti ne s'opposait pas aux talibans . Selon lui, le nouveau gouvernement lui avait assuré que les chiites afghans ne seraient pas discriminés. Il a également exprimé son opinion que la République islamique n'avait pas réussi à maintenir la stabilité et la sécurité de l'Afghanistan et que l'Émirat islamique améliorerait la situation en matière de sécurité.